# Consagración de Romanos y Eudoxia

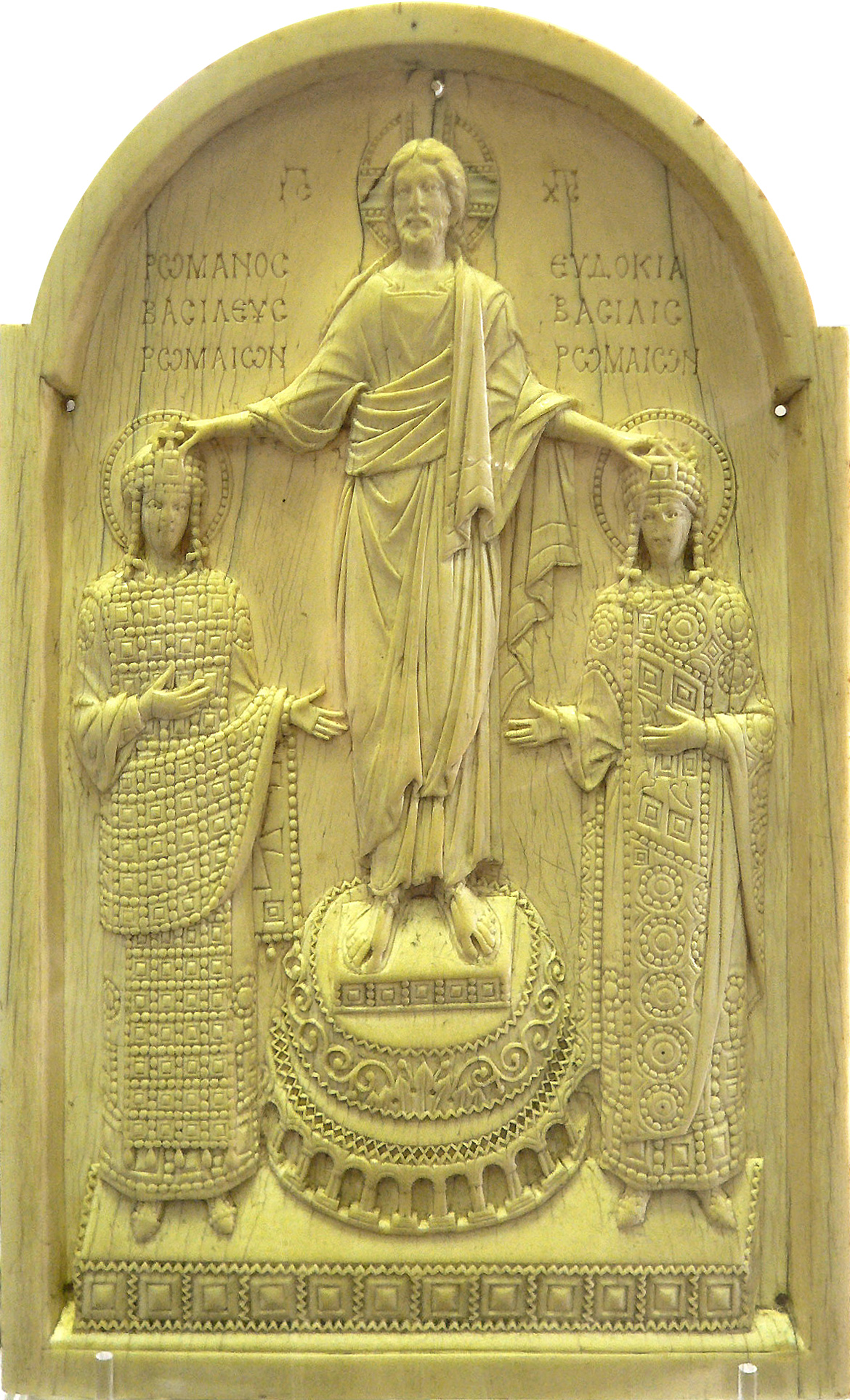
Marfil de Romanos representando a Cristo bendiciendo a Romanos y Eudoxia.

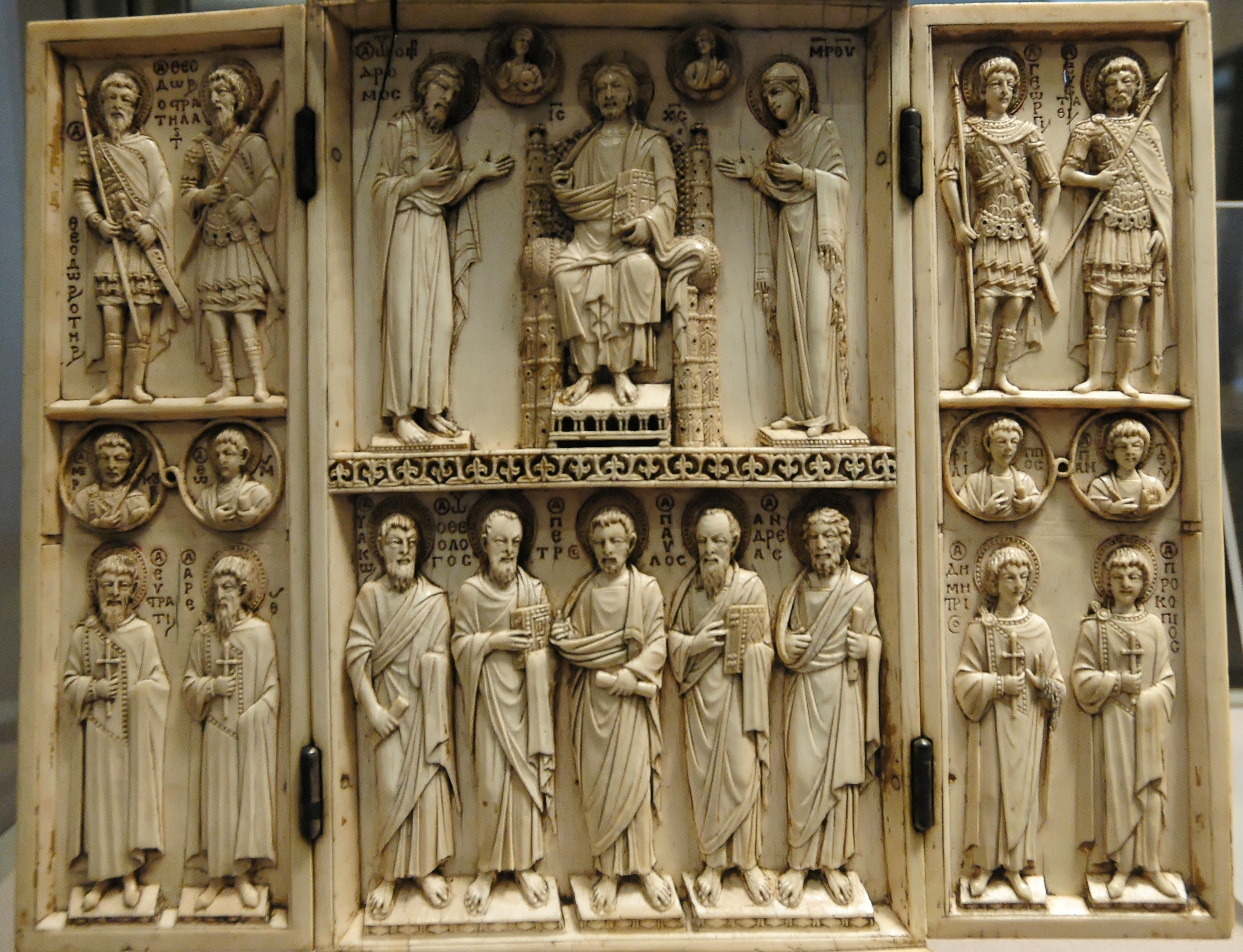
Tríptico Harbaville, 28 x 24 cm.

La Consagración imperial de Romano y Eudoxia es un panel con relieve tallado en marfil procedente del imperio bizantino que mide 24,6 cm (en su punto más alto) por 15,5 cm y 1,2 cm de ancho.  Actualmente, el panel está en el Cabinet des Médailles (Biblioteca Nacional de Francia) de París. 
Esta talla ejemplifica un momento del arte bizantino en el que se volvió al culto de las imágenes, después de una época iconoclasta. Esto determinó un renacimiento de la escultura, especialmente con obras en marfil y piedras duras.
Un ejemplo característico de la escultura bizantina de esta época son las tabletas con la consagración imperial, con Cristo sobre las cabezas coronadas del emperador y la emperatriz. Lo que expresa es el origen divino de la realeza, por lo que aparece Jesucristo bendiciendo al emperador y la emperatriz. En este marfil es de destacar la perspectiva inversa en la tarima.

## Personajes representados
Las inscripciones proporcionan el nombre de las figuras del emperador llamado Romano y su esposa Eudoxia, que están siendo bendecidos por Jesucristo. Sin embargo, hay dos parejas imperiales que llevan estos nombres y los estudiosos aún no se han puesto de acuerdo sobre cuál de ellas es la que se muestra. 
Hasta 1926 se asumió que representaba la coronación o el matrimonio de Romano IV Diógenes y Eudoxia Macrembolita, principalmente debido a la inscripción por encima de la cabeza de Eudoxia en la que se puede leer “Basilis Rhomaion”. Basilis (y Basilissa) fue un título usado solo por mujeres que eran regentes en nombre de sus hijos menores, siendo Eudocia en el momento de su matrimonio regente de su hijo Miguel VII Ducas junto a Romano IV. El término solo se usó con otras dos mujeres, ambas asumieron el trono como únicos gobernantes o regentes por sus hijos en vida. La imagen de esta doble coronación también se usó en sellos y en la acuñación del reino tanto para promover el poder de Eudoxia y legitimar a Romanos IV como emperador.
El descubrimiento de otras obras de relieve tallado en el siglo XX llevó a los investigadores a creer que representa a una pareja anterior, Romano II, cambiando la fecha a alguna entre 945 y 949.
Los estudios contemporáneos sobre esta pieza afirma que esta obra representa la coronación en la Pascua de 945 del joven emperador Romano II y su comprometida, Berta, rebautizada como Eudoxia al llegar a la corte. Afirmando que «a los emperadores siempre se les muestra más o menos como eran», los estudiosos apuntan al hecho de que el Romano representado en este marfil es imberbe, y por lo tanto era más probable que fuera Romano II, quien solo tenía seis años de edad en el momento de su coronación en el año 945. En cambio, el Romano IV posterior habría tenido unos treinta años de edad y toda una barba. Hay también alguna alusión a la figura de Eudoxia con «rasgos infantiles». Las vestimentas de la pareja también favorece la teoría de Romano II, pues se le muestra vistiendo un loros mientras que Eudoxia lleva una clámide, lo que significaba que ella es inferior en rango a la emperatriz sénior, Helena. Se asume, por lo tanto, que este es el único retrato imperial superviviente donde Cristo está coronando a un emperador y una emperatriz júnior.

## Estilo
Algunos estudiosos asocian el estilo del marfil de Romano con otras obras que sobreviven del arte bizantino que están datadas con mayor seguridad en el siglo X. Una placa de marfil ordenada como parte de un epistolar por Sigebert, obispo de Minden (1022-1036) es parte de ese grupo, y Cutler afirma «si... la porción central del tríptico que había llevado en el oeste antes de la muerte de Sigebert de Minden en 1036, se deduce que el marfil de Romano no podía haberse realizado en la segunda mitad del siglo XI». Esta pretensión también encaja con otras afirmaciones de que el metal y la esteatita se prefirieron al marfil como medio para el siglo XI. Actualmente no hay documentada ninguna otra obra en la que aparezca una esposa de un príncipe heredero, ni un emperador júnior sin el sénior.
Sin embargo, otros señalan que el marfil recuerda estilísticamente más a otras obras datadas en la segunda mitad del siglo XI como el tríptico Harbaville y al menos otros dos trípticos de la época bizantina, mientras que señalan que las tallas del siglo X eran más planas y menos socavados que en el marfil de Romano. Los tipos de rostros y otros detalles estilísticos se relacionan también con las obras de finales del siglo XI.